# 青山良平
青山 良平（あおやま りょうへい、1952年10月23日 - ）は、青森放送（RAB）のパーソナリティ兼ディレクター。青森県つがる市出身。青森県立木造高等学校卒。愛称は（後輩の青山英次がいるため）良平、良平さん、良ちゃん良平ちゃん。

## 人物
『津軽弁の日』メンバーの一人であり、開催される10月23日（高木恭造の命日）は奇しくも青山自身の誕生日のため、祝福されている。
岩手県盛岡市に住んでいた頃にたまたまデンコードーにてレコードを見ていたところ、伊奈かっぺいの「消ゴムで書いた落書き」のレコードを見かけて購入し、そのレコードを聞いて衝撃を受ける。なお、青山は当時、伊奈かっぺいのことは全く知らなかった。
その後、青森へ戻り様々な仕事を経て、田中耕一の店で飲んでいたところ田中より「良平おめ、面白ぇなぁ、俺のラジオさ出るが？」と誘われ、ラジオ番組に出演。
仕事も安定した方が良いだろうという意向から、青森放送へ入社。入社当時は制作に所属していた。
1980年代に放送していたラジオ番組『セイ!ミュージックフェロ
ー』（ナイトブリッジ・フォー・ユー）では、「ミッチー青山」あるいは「借金苦返済」という名前で出演していた。
1994年5月28日（収録は5月4日）に、NNS系列で放送した『第42回欽ちゃんの全日本仮装大賞』に青森県代表として佐藤由美子と共に出場。
1995年に青森放送へ入社（定年退職前は副参事）。
かつて記者だった頃、『RABニュースレーダー』の地場産品を紹介する特集では、取材とナレーションを務めていた。また、青森県住宅供給公社巨額横領事件の容疑者が東京で逮捕され、青森に引き戻されたときにはリポートを務めた。

## 出演番組
（2025年4月の時点でなし）

## 過去の出演番組
- ナイトブリッジ・フォー・ユー セイ!ミュージックフェロー（「ミッチー青山」ないしは「借金苦返済」名義で出演）
- さわやかさんかくまたきてアスパム
- RABニュースレーダー「元気なおかあさん」シリーズ
- ズームイン!!朝!（青森地区担当キャスター）
- 金曜ワイドあおもり[6]
- おはよう・ほっ!とスタジオ
- サタデー夢ラジオ
- @なまてれ（2005年4月〜2009年3月、2007年7月から水・木・金曜キャスター、この番組の前身『出会いふれあい生テレビ』でもキャスターを担当。）
- きんこれ（2009年4月～2010年3月）
- GO!GO!らじ丸（火曜担当　2016年4月5日- 2023年3月28日、パーソナリティ・チーフディレクター兼務）
- 良平のラジオにおいでよ!!(2000年4月2日～2023年3月26日)
- あこもこジョッキー（パーソナリティ・プロデューサー兼務）(2014年3月31日 -2023年3月31日)
- ラジオ青山(2023年4月2日 - 2025年3月30日)（パーソナリティ・チーフディレクター兼務）

## 過去のディレクター担当番組
- あおもりTODAY（2012年8月7日まで火曜日担当）
- いってらっしゃい!小学生の作文リレー
- 今日も元気だ!お達者ラジオ
- 唄っこいいもの
- 歌のない歌謡曲

## コマーシャル出演
- 上北農産加工「青森県民の醤油」
- アルク